# African Explosives
African Explosives (AEL) — южноафриканская компания, штаб-квартира которой располагается в Йоханнесбурге — столице ЮАР. Основная деятельность компании сосредоточена на производстве взрывчатых веществ и взрывчатке для промышленных целей.

## История
Компания была основана в 1896 году.
В 2003 году было объявлено о строительстве нового завода по производству пороха взамен старого, закрытого в 1994 году после взрыва.